# Ministarstvo zdravstva Republike Hrvatske
Ministarstvo zdravstva Republike Hrvatske središnje je tijelo državne uprave u Republici Hrvatskoj koje obavlja upravne i druge poslove koji se odnose na: sustav zdravstvene zaštite i zdravstvenog osiguranja; praćenje i unapređivanje zdravstvenog stanja i zdravstvenih potreba stanovništva.

## Djelokrug
Ministarstvo zdravstva Republike Hrvatske obavlja upravne i druge poslove koji se odnose na zaštitu stanovništva od zaraznih i nezaraznih bolesti, ionizirajućih i neionizirajućih zračenja; zdravstvenu ispravnost namirnica i predmeta opće uporabe; korištenje zdravstvenih potencijala; izgradnju i investiranje u zdravstvu; osnivanje zdravstvenih ustanova i privatne prakse; organiziranje državnih i stručnih ispita zdravstvenih djelatnika te njihovo specijalističko usavršavanje; priznavanje naziva primarijusa; dodjelu naziva zdravstvenim ustanovama; referentni centar, klinika, klinička bolnica i klinički bolnički centar; upravni nadzor nad radom Hrvatskog zavoda za zdravstveno osiguranje, Hrvatskoga crvenog križa i komora; zdravstvenoinspekcijski nadzor nad radom zdravstvenih ustanova i zdravstvenih djelatnika te privatnom praksom: registraciju lijekova, farmaceutsko-inspekcijski nadzor nad proizvodnjom i prometom lijekova i medicinskih proizvoda; sanitarni nadzor nad proizvodnjom, prometom, uporabom i zbrinjavanjem otrova; proizvodnju, promet i potrošnju opojnih droga; sanitarni nadzor nad osobama i djelatnostima, građevinama, prostorijama, prostorima, postrojenjima i uređajima koji mogu na bilo koji način štetno utjecati na zdravlje ljudi te sanitarni nadzor u međunarodnom prometu na državnoj granici.

## Naziv
Ministarstvo zdravstva i socijalne skrbi nakon parlamentaranih izbora 2011. mijenja ime u Ministarstvo zdravlja. Hrvatski jezikoslovci, okupljeni u Institutu za hrvatski jezik i jezikoslovlje, u otvorenom su pismu tadašnjem premijeru Zoranu Milanoviću nakon poziva na mišljenje stručnjaka istaknuli da je „Ministarstvo zdravstva” prikladniji naziv. Jezikoslovci objašnjavaju da je zdravlje stanje organizma pri normalnome radu organa, dobro fizičko i psihičko stanje, a zdravstvo djelatnost koja se bavi zaštitom zdravlja i liječenjem bolesti, a s obzirom na to da se ministarstvo nesumnjivo bavi djelatnošću, a ne stanjem organizma, ono bi se moralo zvati Ministarstvo zdravstva. Nadnevka 16. listopada 2016. vraćeno je ime Ministarstvo zdravstva.

## Vanjske poveznice
- Ministarstvo zdravlja  Arhivirana inačica izvorne stranice od 18. prosinca 2015. (Wayback Machine)